# Guggigletscher
Der Guggigletscher ist ein Gletscher in den Berner Alpen im Schweizer Kanton Bern in der Gemeinde Lauterbrunnen. Er ist einer von mehreren Gletschern rund um den Mönch.

## Geographie
Der Guggigletscher liegt am Nordhang der Berner Alpen, im Süden des Kantons Bern zwischen Mönch und Jungfrau. Er beginnt in einem Talkessel mit bis zu 1000 Meter hohen Felswänden unterhalb des Jungfraujochs auf einer Höhe zwischen 2900 m ü. M. und 3000 m ü. M. und fliesst gegen Norden. Er wird von Eisabbrüchen vom Jungfraujoch aus 3500 m ü. M. und von der Westflanke des Mönchs, unter anderem auch vom Nollengletscher gespeist. Er hat eine durchschnittliche Breite von 500 Meter auf einer Länge von etwa 1,8 Kilometer. Sein westlicher Teil, der Westliche Guggigletscher wird vom Chielouwenengletscher gespeist, einer vergletscherten Mulde auf über 3100 m ü. M.
Das Schmelzwasser des Guggigletschers bildet den Guggigletscherbach, ein Nebenfluss des Trümmelbachs, der zuerst in die Weisse Lütschine, die Lütschine, die Aare und den Rhein und schlussendlich in die Nordsee fliesst.
Am unteren östlichen Ende des Guggigletschers befindet sich die Guggihütte des SAC auf dem Nordwestbollwerk des Mönchs etwa 300 Meter über dem Gletscher auf einer Höhe von 2804 m ü. M.
Der von Süden über das Jungfraujoch wehende, auf den Guggigletscher herabfallende Wind wird im Volksmund auch Guggi-Föhn genannt. Bekannt vor allem als Spielverderber für die Lauberhornabfahrt.

## Geschichte
Am 7. März 1952 stürzte eine C-47 Dakota der amerikanischen Luftwaffe auf dem Guggigletscher ab, was acht Todesopfer forderte und eine grosse Rettungsaktion auslöste. Ein Eurocopter AS 350 der Air-Glaciers stürzte am 13. Juli 2015 auf den Guggigletscher, dabei kam der Pilot ums Leben.